# Caswellsilverite
La caswellsilverite è un minerale.